# Zamek w Gostyninie
Zamek w Gostyninie – zespół budynków mieszczących hotel i Salę Kolumnową (dawny kościół) wzniesionych w miejscu nieistniejącego zamku, który był położony na wzgórzu nad Skrwą Lewą, przy obecnej ulicy Zamkowej.

## Historia zamku

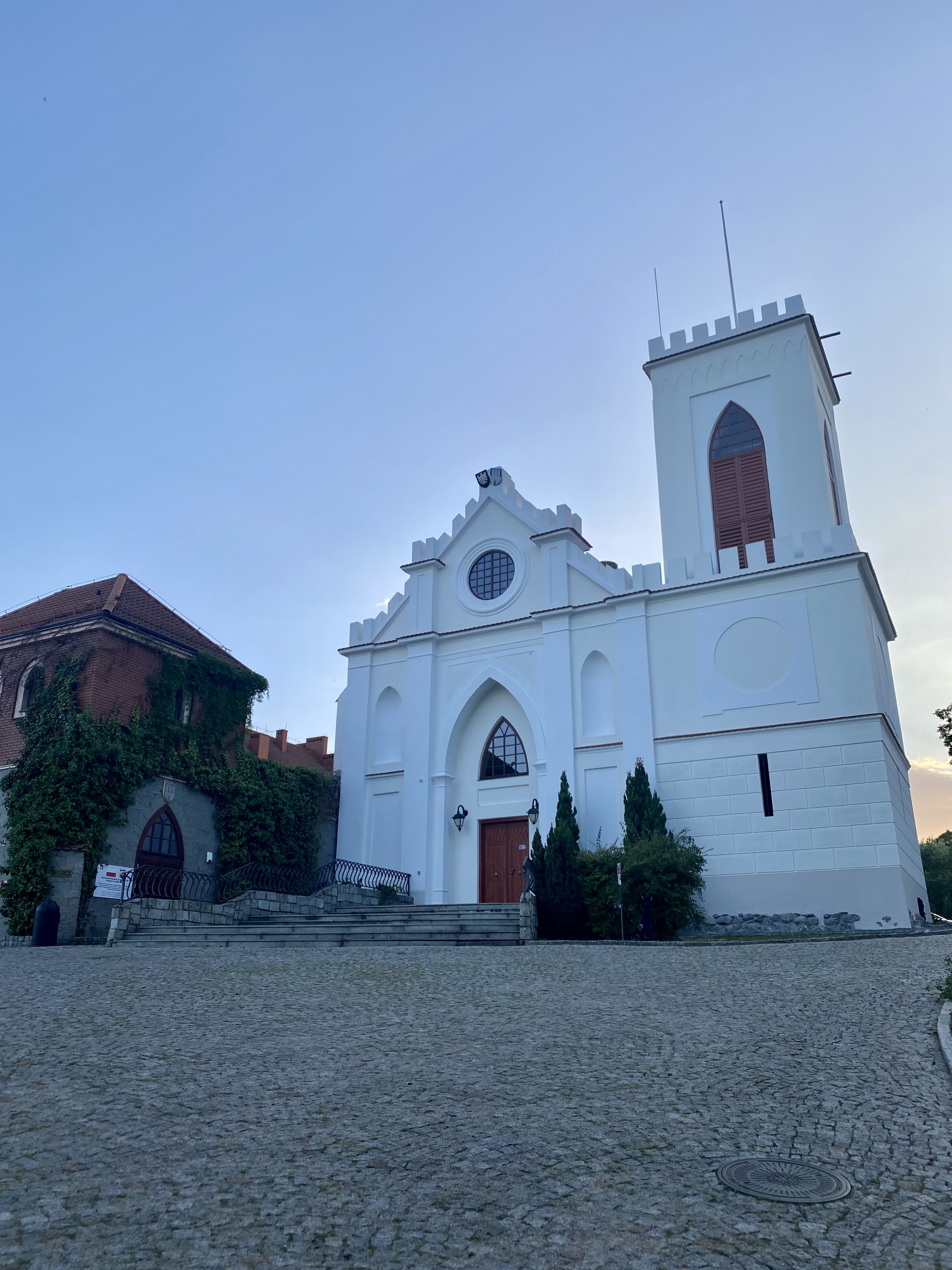
Po lewej budynek z 2009 r., po prawej kościół neogotycki

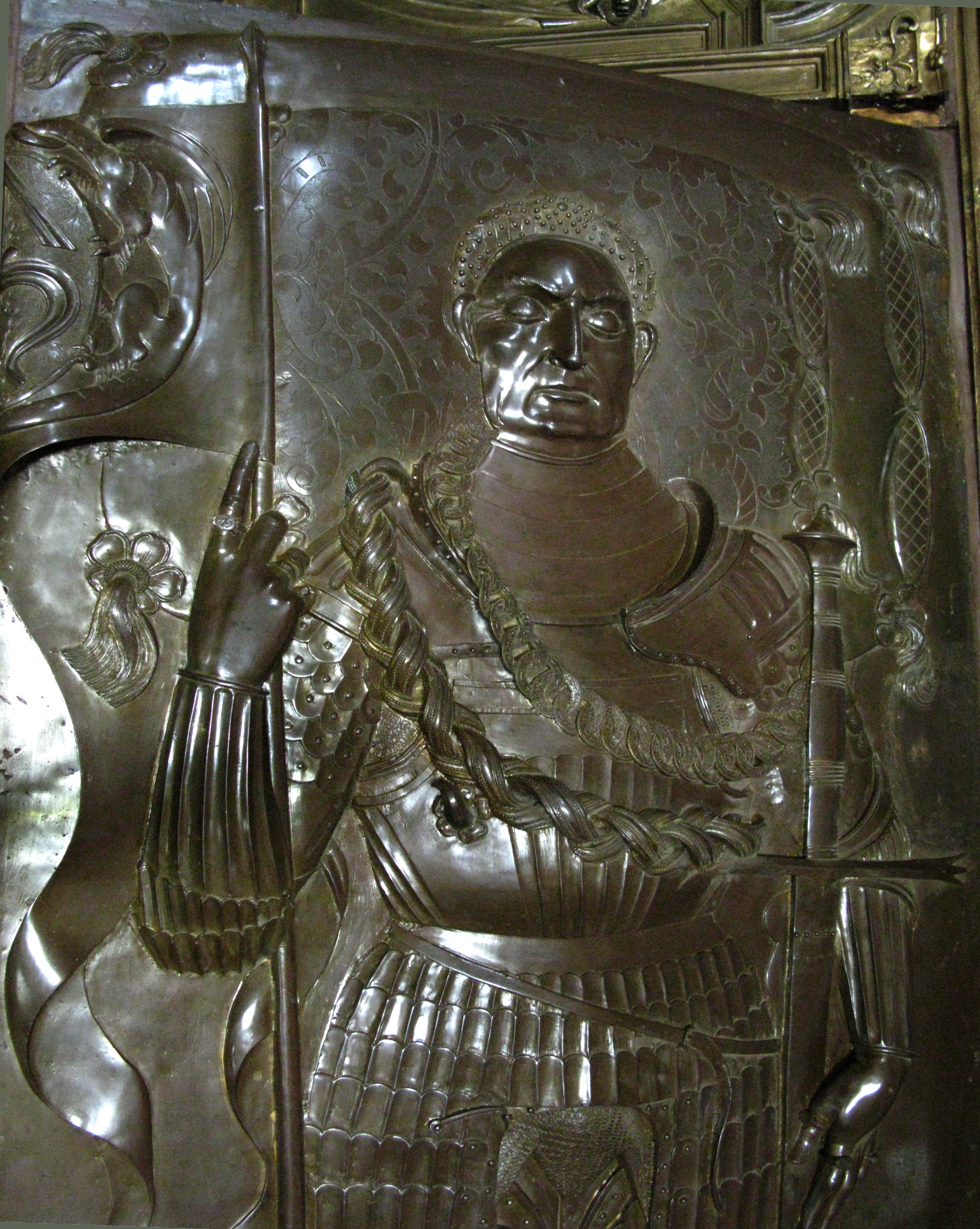
Krzysztof Szydłowiecki na nagrobku

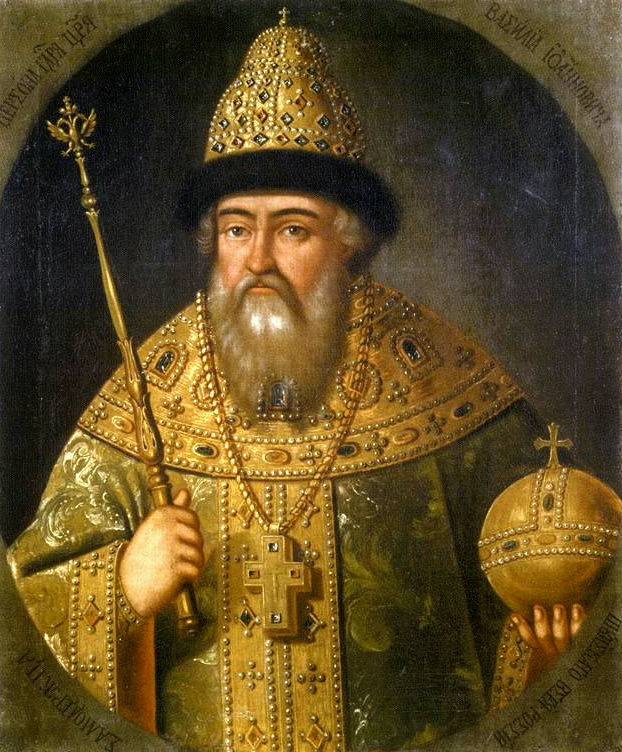
Car Wasyl IV Szujski

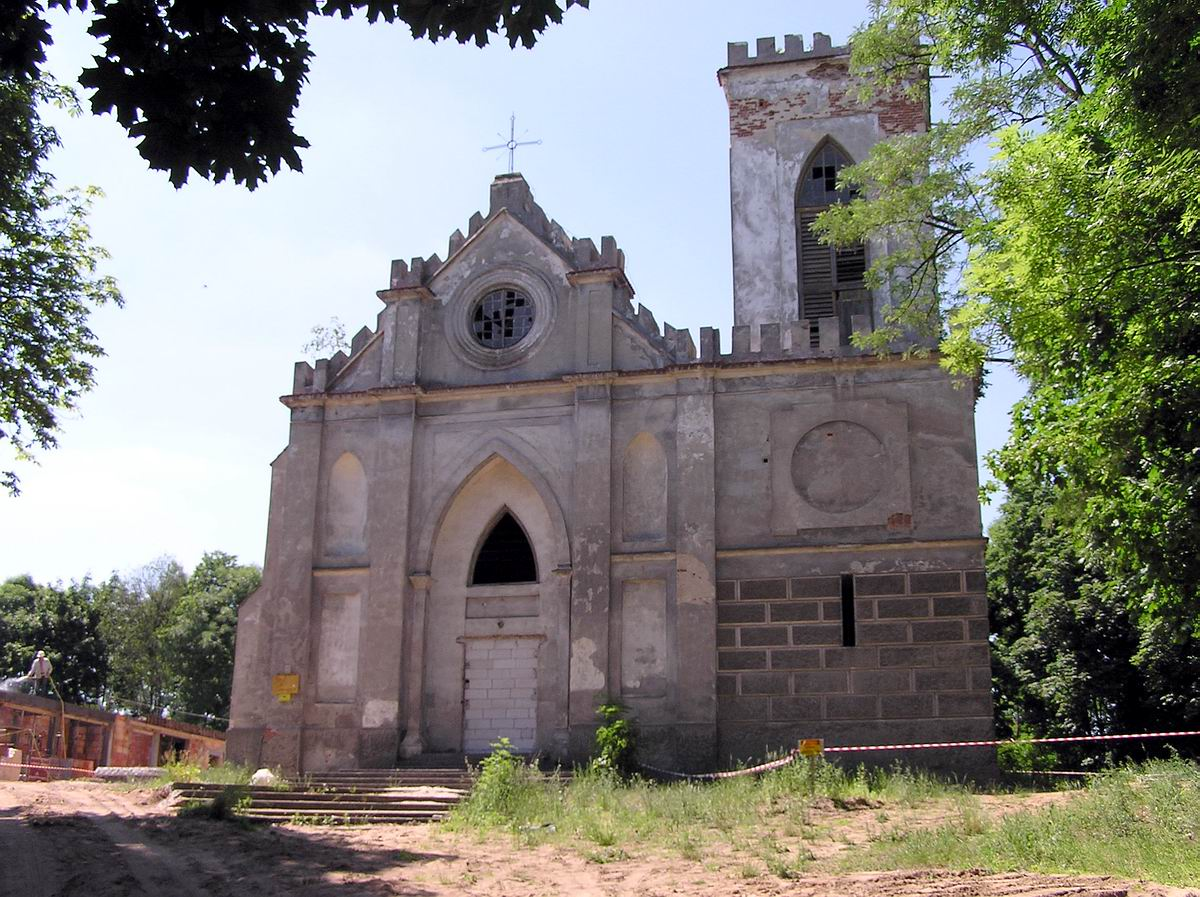
Neogotycki kościół ewangelicki z XIX w.

### Gród książęcy na Łysej Górze
Po najechaniu w 1286 roku przez księcia Konrada II czerskiego i wspierających go Litwinów grodu położonego na Łysej Górze nad Jeziorem Kocioł, gród ten został odbudowany przez Łokietka. W 1300 roku należący do sprzymierzonego z Łokietkiem księcia Bolesława II płockiego gród, obronił się przed oblężeniem króla Wacława II Czeskiego. W lipcu 1327 roku po odmowie złożenia hołdu przez księcia Wacława (Wańkę) płockiego, gród odparł oblężenie oddziałów księcia Władysława Łokietka. Prawdopodobnie jednak rozwój osady w miejscu dzisiejszego miasta, spowodowała, że stary gród i znajdujące się przy nim podgrodzie podupadły. W związku z tym gród na Łysej Górze opuszczono i podjęto pod koniec XIV wieku budowę nowej siedziby książęcej na skraju nadrzecznego stromego cypla, na zachód od nowej osady, której książę mazowiecki Siemowit IV nadał w 1382 roku prawa miejskie.

### Zamek książęcy
Powstała wtedy murowana wieża obronna, jednak nie wiadomo czy jej fundatorem był jeszcze książę mazowiecki Siemowit III czy też jego syn Siemowit IV. Wieża pełniła funkcję obronną i mieszkalną, a otaczały ją drewniane fortyfikacje. Na przełomie XIV i XV wieku wieżę tę rozebrano i przystąpiono do budowy gotyckiego zamku składającego się z muru zbudowanego na planie prostokąta o wymiarach 37 × 38 m, do którego w narożniku północno-wschodnim przylegała kwadratowa wieża o boku 7 metrów. Dziedziniec wypełniała zabudowa drewniana. Od strony północnej zamku znajdowało się otoczone wałem podzamcze (przygródek).
Za czasów panowania księcia Siemowita IV w 1. połowie XV w. wzdłuż całego muru północnego wzniesiono murowany budynek mieszkalny ("Dom Wielki") oraz w kurtynie wschodniej wybito nową bramę z niewysoką wieżą, a także zbudowano przedbramie i most zwodzony. W 1414 roku i w 1419 na zamku książę gościł króla Władysława Jagiełłę. Na zamku tym w styczniu 1426 r. zmarł książę mazowiecki Siemowit IV. W 1440 roku zamek był oprawą wiana księżnej Małgorzaty, a w latach 1442–1459 jej oprawą wdowią. 

### Zamek starościński
W 1462 roku Gostynin został wcielony przez Kazimierza Jagiellończyka do Korony Polskiej, a zamek stał się siedzibą starosty królewskiego. Po 1513 roku starosta gostyniński Krzysztof Szydłowiecki polecił zbudować nowy budynek wzdłuż muru południowego muru ("Dom Mniejszy") mieszczący kuchnię i pomieszczenia dla załogi oraz rozbudować budynek bramny. W 1552 roku na zamku przez dłuższy czas przebywał król Zygmunt August. Pod koniec XVI wieku zamek opisywano jako opuszczony, jednak w początkach XVII wieku został odnowiony. Około 1600 roku na podzamczu wystawiono murowaną kaplicę ze środków starosty Stanisława Garwaskiego.
W 1611 roku w komnacie nad bramą zamkową osadzono będącego w polskiej niewoli cara rosyjskiego Wasyla IV Szujskiego, który miał też na miejscu swoją rosyjską służbę i rodzinę. Komnata dla cara była wyposażona w cztery okna, piec, kominek i podłogę z cegły. Opiekę nad carem sprawowali starosta gostyniński Jerzy Garwawski i dworzanin królewski Zbigniew Bobrownicki, umożliwiając im swobodne poruszanie się po zamku i najbliższej okolicy, przy okazywaniu należnego szacunku w stosunku do władcy. Cara dozorowało jedynie czterech polskich żołnierzy. Car zmarł w wyniku epidemii 12 września 1612 roku w swojej komnacie.
Zamek został podczas potopu szwedzkiego obsadzony przez żołnierzy szwedzkich, którzy jednak zostali wycięci podczas potyczki z czeladzią obozową Stefana Czarnieckiego w dniach 14–15 lipca 1656 roku. Walki spowodowały jednak częściowe zniszczenie zamku i kaplicy. Kolejne zniszczenia nastąpiły w okresie tzw. wojny północnej na początku XVIII wieku oraz w 1772 roku podczas oblężenia przez wojska rosyjskie konfederatów barskich. Po III rozbiorze Polski, władze pruskie poleciły rozebrać zamek.

### Kościół ewangelicki
W 1824 roku car Aleksander I przekazał ruiny gostynińskiej parafii ewangelickiej grupującej nowo przybyłych osadników niemieckich z przeznaczeniem na kościół. Projekt architektoniczny opracował prawdopodobnie znany architekt Hilary Szpilowski, a budowla w stylu neogotyckim została wzniesiona pomiędzy latami 1825 a 1840 przy wykorzystaniu fragmentów dawnego zamku książęcego, który został wtopiony w jej mury. Budynek służył ewangelikom do 1945 roku.
Po zakończeniu II wojny światowej kościół zajęła parafia rzymskokatolicka, która użytkowała go do 1978 roku. Opuszczone wzgórze zamkowe przejęły Zakłady Sprzętu Oświetleniowego “POLAM”, z zamiarem utworzenia zakładowego domu kultury. Plany te nie zostały zrealizowane i w 1995 roku obiekt nieodpłatnie przejęło miasto.

### Hotel i Sala Kolumnowa
Z inicjatywy władz Gostynina w 2001 roku Zakład Projektowania mgr inż. Ryszard Piosik sporządził projekt budowy w miejscu dawnego zamku nowego obiektu hotelowo-restauracyjnego oraz remontu dawnego kościoła. W konsekwencji w latach 2002–2009 roku na terenie dawnego zamku zbudowano nowy, stylizowany na zamek, obiekt hotelowy, który przylega do neogotyckiego kościoła (obecnie ta część zwana jest Salą Kolumnową) zawierającego w swoich murach fragmenty średniowiecznego zamku. Obiektem zarządza "Agencja Rozwoju i Promocji Zamek" sp. z o.o. w Gostyninie.